# Zoraida López
Zoraida López (Nació el 25 de junio en el Antiguo Hospital en Santurce, San Juan, Puerto Rico) Soprano lírica aclamada por el público por ser poseedora de “una voz impresionantemente fácil y libre” y de “distinguida elegancia y una técnica vocal evidentemente saludable. Además, fue una de las ganadoras de las Competencias del Metropolitan Opera, Distrito de Puerto Rico por dos años consecutivos. Obtuvo el primer premio del New York Daily News y fue finalista en el concurso de la soprano Roberta Peters en Nueva York.).

## Biografía
Ha cantado los roles protagónicos en las óperas Le Nozze di Figaro, La Rondine, Il Barbiere di Siviglia, Così fan tutte, La Serva Padrona, Amahl and the Night Visitors, Fausto, Die Zauberflöte, Bastian und Bastienne, Orfeo ed Euridice y en los musicales The Sound of Music, The King and I y Brigadoon. Ha cantado el oratorio The Messiah de G.F. Händel, Requiem de Fauré, Requiem de Mozart y el Magnificat de Bach. También se ha destacado como solista interpretando canciones de arte italiana, alemana, francesa y puertorriqueño con el Instituto de Cultura Puertorriqueña, en las salas más importantes del país y con la Orquesta Sinfónica de Puerto Rico dirigida por Franz Alers.  
Estrenó varias obras del fallecido compositor Roberto Milano, entre ellos, Requiem 911, Sinfonía Colombina, las operas Bethlehem’s Inn, Flight to Egypt y Las cinco recitaciones líricas. También interpretó Julia de Burgos de Leonard Bernstein en el Congreso Internacional de Julia de Burgos. En el repertorio puertorriqueño interpretó junto al guitarrista Luis E. Juliá  una serie de canciones de Ernesto Cordero. Fue invitada al Festival Internacional de la Guitarra donde cantó junto al brasileño Carlos Barbosa Lima. Interpretó Sonetos Sagrados de Héctor Campos Parsi en el Concierto de Gala y Homenaje a dicho compositor. Fue solista invitada en la grabación Cuba y Puerto Rico. También grabó Canciones de compositores puertorriqueños del siglo XIX, presentado por WRTU Radio Universidad. 
Posee un Bachillerato y una Maestría en Música con especialidad en Canto de Manhattan School of Music (MSM) en Nueva York, donde estudió con Ellen Faull y Rosalía Maresca. En Puerto Rico estudió con María Esther Robles. 

Su carrera como pedagoga de la voz comienza en el 1977, y es caracterizada por ser una fundamental para el desarrollo saludable del cantante, sin importar el género al que se dedique. Demuestra una constante evolución en sus herramientas de enseñanza participando en clases magistrales de ejecución y pedagogía vocal. Anualmente, participa en las convenciones de la National Association of Teachers of Singing. Sus más de 30 años educando la voz le han dado el privilegio de haber aportado en gran manera a la generación de cantantes que emergen de la isla. Entre sus estudiantes ha tenido ganadores del distrito de Puerto Rico en las competencias del Metropolitan Opera hasta la semi-final en Nueva York. También han tenido la oportunidad de participar en festivales y campamentos en Europa, Israel, Canadá y Estados Unidos. Anteriormente ha sido parte de la facultad de la Universidad de Puerto Rico y el Coro de Niños de San Juan y fue director artístico del Campamento de Canto de Verano en Puerto Rico. 

## Actualmente
Es profesora de canto en el Conservatorio de Música de Puerto Rico y es productora del proyecto Bel Canto a su Alcance Orientación y Directrices para Cantantes Líricos Principiantes que incluye un manual en formato PDF y dos DVD. También se mantiene activa en la facultad de canto del International Institute of Vocal Arts (IIVA) y su estudio privado. 

## Bel Canto a su alcance
Orientación y Directrices para Cantantes Líricos Principiantes que incluye un manual en formato PDF y dos DVD. Proyecto creado por la Profesora Zoraida López para cantantes principiantes que no pueden tomar clases de canto semanalmente y que necesitan orientarse con profesionales que se dedican a enseñar las destrezas básicas que se deben adquirir en la técnica, en lo musical y lo interpretativo para tomar un examen de ingreso a instituciones musicales académicas.